# Tegostoma paralis
Tegostoma paralis là một loài bướm đêm trong họ Crambidae.